# Хвастовичский сельсовет (Могилёвская область)
Хва́стовичский сельсовет (бел.  Хвастовіцкі сельсавет) — административно-территориальная единица Глусского района Могилёвской области Республики Беларусь.

## Географическое положение
На территории сельсовета расположены СПК «Дружба», Глусское и Докольское лесничества, Весновский дом-интернат для детей с психофизическими отклонениями, 22 объекта социально-культурной сферы.
Граничит с Калатичским и Клетненским сельсоветами (Глусский район), Положевичским сельсоветом (Стародорожский район).
Агрогородок Хвастовичи расположен на расстоянии 1 км от Глуска.

## Население
На 2011 год количество населения — 1729, из них: несовершеннолетних — 374, трудоспособных — 803, нетрудоспособных — 478.
Подворьев — 736.

## Состав
Включает 20 населённых пунктов:
- Баратино — деревня.
- Боровище — деревня.
- Броды — деревня.
- Весново — деревня.
- Доколь — деревня.
- Достижение — деревня.
- Дубенец-Заречный — хутор.
- Дуброва — деревня.
- Карница — деревня.
- Лучки — деревня.
- Мыслотино — деревня.
- Ольница — деревня.
- Подзамша — деревня.
- Подкаленда — деревня.
- Слободка — деревня.
- Селец — деревня.
- Старина — деревня.
- Тесново — деревня.
- Турино — деревня.
- Хвастовичи — агрогородок.

После упразднения 20 ноября 2013 года Клетненского сельсовета в состав Хвастовичского сельсовета были переданы деревни: Доколь, Селец, Старина, Тесново.
13 апреля 2018 года в состав Калатичского сельсовета Глусского района Могилёвской области была передана часть земель Хвастовичского сельсовета с расположенной на них деревней Заполье, кроме того в состав Славковичского сельсовета Глусского района Могилёвской области была передана часть земель Хвастовичского сельсовета с расположенной на них деревней Городище.